# Joline Persson Planefors
Joline Persson Planefors, född 1990, är en svensk bowlare. Persson Planefors är ursprungligen från Karlstad och tävlade då för Karlstadklubben BK Pollux. Hon har gått Bowlinggymnasiet i Nässjö. Efter gymnasietiden bytte hon klubbadress till Team X-Calibur i Göteborg där hon fortfarande spelar.
Persson Planefors har vunnit flera SM-medaljer och haft flera landslagsuppdrag för juniorlandslaget. Största internationella meriter på juniornivå är ett guld för tremannalag och ett silver för tvåmannalag i junior-EM i Helsingfors 2008. Individuellt torde största meriten vara hennes vinst i SM 2011. Numera ingår hon i damernas landslag och var en av de sex bowlare som representerade Sverige i EM 2010 i Riga där hon var med om att ta brons i femmannaspelet.